# ماثيو برابهام
ماثيو برابهام (بالإنجليزية: Matthew Brabham)‏ مواليد 25 فبراير 1994 في بوكا راتون، فلوريدا، الولايات المتحدة، هو سائق فورملا 1 أسترالي.

## سباقات شارك فيها
- بطولة فورمولا إي

## روابط خارجية
- ماثيو برابهام على موقع Racing-Reference.info (الإنجليزية)
- ماثيو برابهام على موقع DriverDB.com (الإنجليزية)